# Dorszokształtne
Dorszokształtne (Gadiformes) – rząd ryb promieniopłetwych (Actinopterygii), obejmujący wiele szeroko rozprzestrzenionych gatunków o bardzo dużym znaczeniu gospodarczym. Występują na obydwu półkulach. W zapisie kopalnym są znane z morskich pokładów trzeciorzędu.

## Cechy charakterystyczne
Dorszokształtne łączą w sobie cechy zaawansowane w rozwoju z cechami o charakterze pierwotnym. Ich ciało pokryte jest łuskami cykloidalnymi. Na grzbiecie występuje jedna do trzech płetw grzbietowych, a na dolnej krawędzi ciała jedna lub dwie płetwy odbytowe. Płetwy brzuszne są przesunięte do przodu przed płetwy piersiowe (położenie gardłowe). W płetwach brak promieni twardych (ciernistych). Na podbródku wielu gatunków wyrasta pojedynczy wąsik. 
Pęcherz pławny jest zamknięty, brak przewodu łączącego ze środowiskiem zewnętrznym. Brak mesocoracoideum. Kości pasa miednicowego są połączone z kośćmi pasa barkowego. 

## Biologia i ekologia
Z wyjątkiem jednego gatunku (miętus pospolity), dorszokształtne są rybami morskimi. Większość gatunków to ryby wędrowne. Składają bardzo duże ilości ikry (niektóre od kilku do kilkudziesięciu milionów sztuk). Pomiędzy poszczególnymi rodzinami występują duże różnice ekologiczne.

## Znaczenie gospodarcze

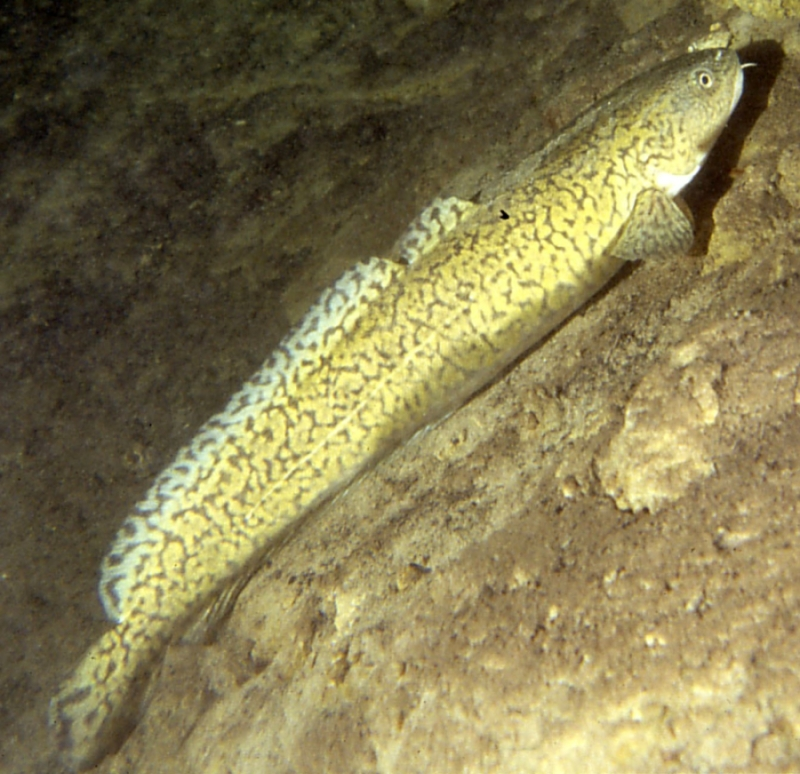
miętus pospolity (Lota lota)

Do tego rzędu należą gatunki, głównie z rodziny dorszowatych, poławiane komercyjnie na dużą skalę. Połowy dorszokształtnych przekraczają jedną czwartą światowych połowów morskich.

## Systematyka
Dorszokształtne uznawane są za takson monofiletyczny, ale relacje pokrewieństwa pomiędzy poszczególnymi rodzinami zaliczanymi do tego rzędu nie zostały jeszcze dostatecznie wyjaśnione. Wysuwane są różne hipotezy, jednak ich potwierdzenie wymaga dalszych badań. Poniżej przedstawiono hipotezę filogenezy dorszokształtnych na podstawie analizy sekwencji DNA jądrowego i mitochondrialnego:
Podrząd Muraenolepidoidei:
- Muraenolepididae

Podrząd Macrouroidei:
- Macrouridae – buławikowate
- Macruronidae
- Steindachneriidae

Podrząd Gadoidei:
- Trachyrincidae
- Moridae – morowate
- Merlucciidae – morszczukowate
- Melanonidae
- Euclichthyidae
- Gadidae – dorszowate
- Ranicipitidae
- Bregmacerotidae

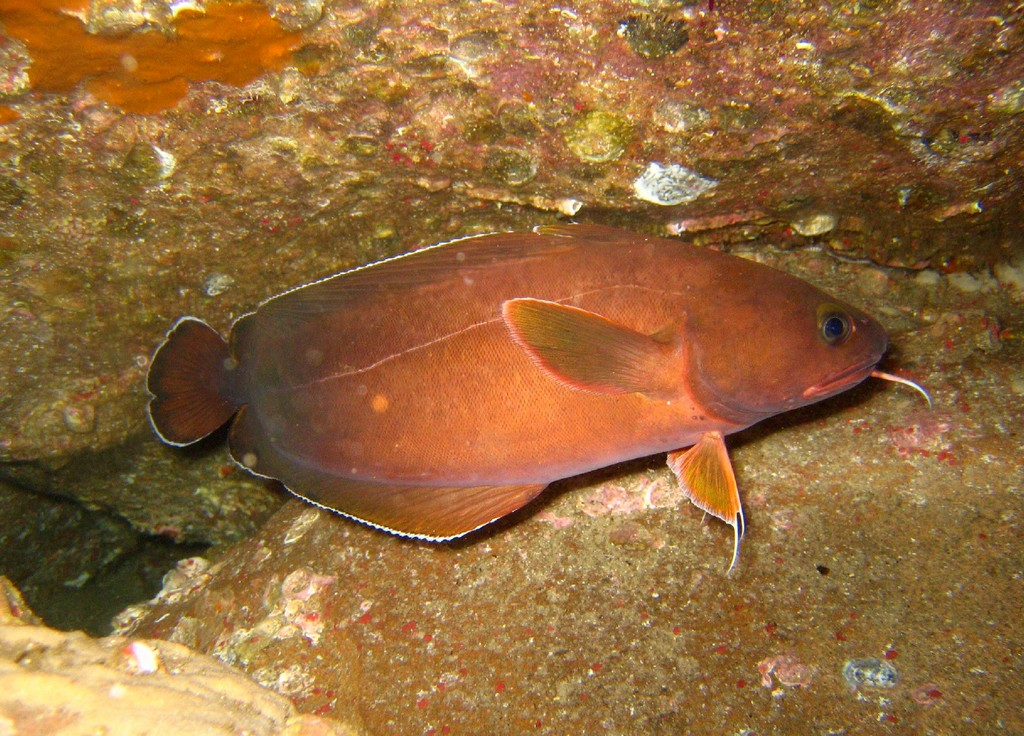
Lotella rhacina

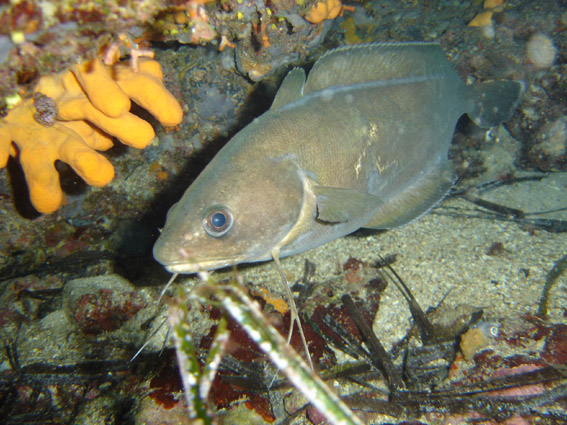
Widlak różowy (Phycis phycis)

Wyniki dotychczasowych badań sugerują, że dorszokształtne tworzą takson monofiletyczny z piotroszokształtnymi (Zeiformes).